# Paweł z Latros
Paweł Słupnik z Latros, również z Latmos, Paweł Stylita, określany czasami jako młodszy (ur. ok. 880 w Elei [gr.  Ηλεία], niedaleko Pergamum, w Azji Mniejszej, zm. 15 grudnia 955 lub 956 na górze Latros w Karii koło Miletu) – bizantyjski mnich i święty Kościoła prawosławnego, stylita, uznawany również przez Kościół katolicki za świętego.

## Życie
Paweł urodził się niedaleko Smyrny, jako syn Antiocha. Jego ojciec był marynarzem lub żołnierzem w bizantyjskiej armii, który zginął w walce. Wkrótce po tym zmarła matka. Wychowywał się i kształcił razem z bratem Bazylim w klasztorze św. Stefana we Frygii. Potem został mnichem w społeczności na Górze Olimp. W poszukiwaniu samotności opuścił klasztor i udał się na górę Brachianos (obecnie tur.Samrun Dağ) w Bitynii, gdzie został przełożonym pobliskiego klasztoru św. Eliasza. Wkrótce ponownie opuścił klasztor i dążąc do osiągnięcia  jeszcze większej doskonałości udał się na pustkowie myśląc o zamieszkaniu na słupie. Wskazano mu skałę w górach Latros/Latmos (ang. Mount Latros), obecnie tur. Beszparmak Dağ z małą grotą, gdzie spędził 12 lat. W tym czasie z jego porad korzystał listownie Konstantyn VII Porfirogeneta (prosił również o modlitwę), a dla uczniów i zwolenników zgromadzonych pod słupem zorganizował nową społeczność i założył ławrę. W końcu opuścił skałę i udał się poszukując samotni na wyspę Samos, gdzie również założył klasztor, a trzy ławry odbudował po zniszczeniach dokonanych przez Hagrytów. Przewidując swój rychły koniec Paweł wrócił na Latros, gdzie zmarł w wieku ok. 75 lat.

## Dzień obchodów
Jego wspomnienie liturgiczne w Kościele katolickim obchodzone jest 15 grudnia.
Cerkiew prawosławna wspomina świętego mnicha 15/28 grudnia, tj. 28 grudnia według kalendarza gregoriańskiego.